# Jean-Charles-Louis Regnault
Jean-Charles-Louis Regnault, francoski general, * 15. november 1893, † 27. november 1970.